# 蒙大拿号战列舰 (BB-67)

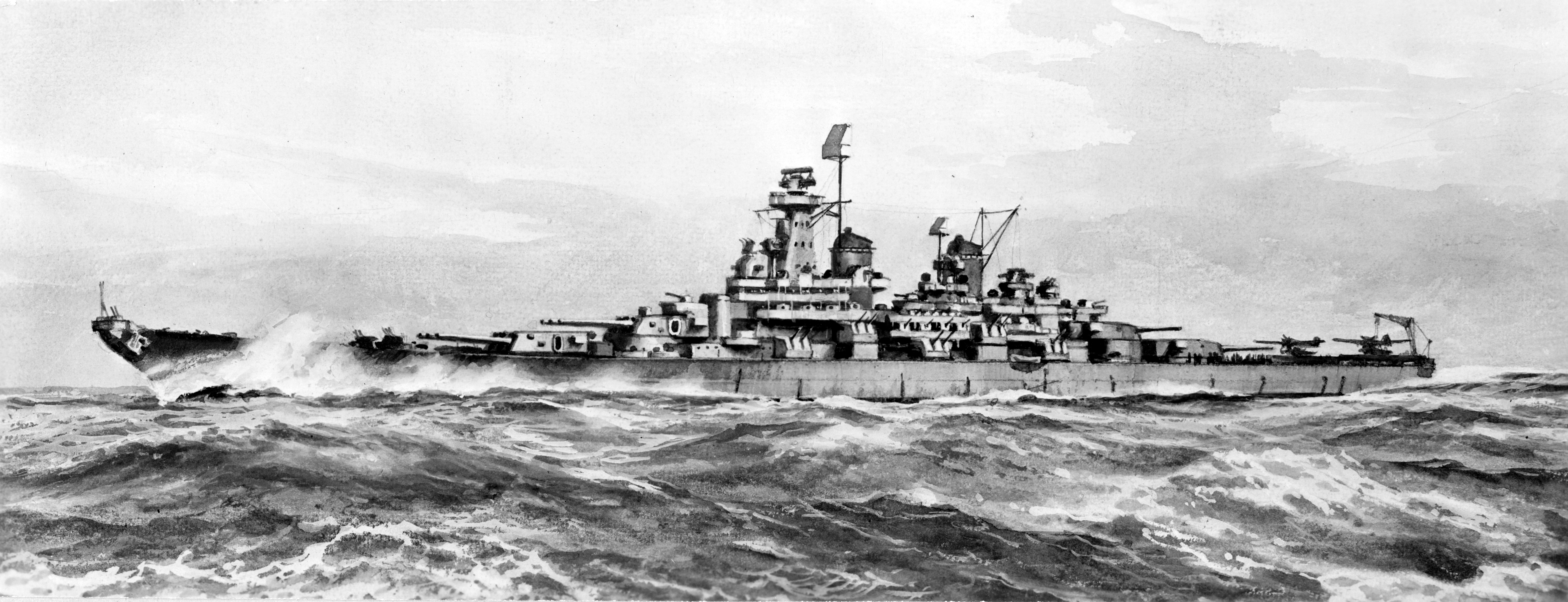
畫家想像中的蒙大拿號戰艦

蒙大拿号战列舰（USS Montana BB-67）是美国海军在第二次世界大戰期間计划建造、但是從未實際起造的一艘战列舰。根據當年規劃，假如蒙大拿號實際完工，將會是美國海軍史上级别最高、火力最強大的戰艦。预备安装12门16英寸主炮。
蒙大拿号是蒙大拿级的初號舰，根據規劃与其同级的战列舰共有六艘。蒙大拿號是以美國历史上第41个加入联邦的州、蒙大拿州為名，是第三艘命名為蒙大拿號的軍用艦隻，也是第二艘命名為蒙大拿號的戰艦（參見蒙大拿號）。
蒙大拿號的设计方案是在1940年7月19日确定，並计划在费城海军船厂（基地）建造。但由於第二次世界大戰結束，與戰爭型態的改變，航空母艦逐漸取代了戰艦在海軍中的主力地位，蒙大拿號與其姊妹艦皆在龙骨尚未實際铺设之前，就于1943年7月21日被取消。
雖然前面提到美國海軍中曾存在兩艘以蒙大拿號為名的战列舰，但很巧合的是另一艘隸屬於南達科他級（也是個實際上從未完工下水的級別）的“蒙大拿号”也是在施工到一半遭取消。于是，蒙大拿州成为二次大戰期間美国48個联邦州裡，唯一一个没有以其州名命名已服役战列舰的州。除此之外，由於之後加入美國的夏威夷州與阿拉斯加州分別擁有以其命名的夏威夷號（USS Hawaii SSN-776）與阿拉斯加號（USS Alaska SSBN-732）兩艘核子動力潛艇（根據美國海軍慣例，在戰艦時代結束之後，其使用各州來命名的地位是由核子動力潛艇，尤其是最高等級的核子彈道潛艇取而代之），蒙大拿州遂成為長期以來唯一一個未擁有任何以其為名之現代軍艦的州。因此蒙大拿州被戏称为“没有玩具的可怜孩子”。直到2020年9月12日，一艘編號為SSN-794的維吉尼亞級核動力攻擊潛艦下水並命名為蒙大拿號，才使其終於結束這段從未擁有命名現代軍艦的日子。